# 伊萊賈·溫寧頓
伊萊賈·溫寧頓（英語：Elijah Winnington，2000年5月5日—）是澳洲的一位游泳運動員，主攻自由式。他在2018年參加了英聯邦運動會。在2020年奧運會上，他代表澳洲出場了自由式比賽。

## 外部連結
- Swimming Australia Profile （页面存档备份，存于）
- FINA （页面存档备份，存于）